# Berkesd
Berkesd is een plaats (község) en gemeente in het Hongaarse comitaat Baranya. Berkesd telt 920 inwoners (2001).